# Convent Deutscher Akademikerverbände
Der Convent Deutscher Akademikerverbände (CDA) ist eine Interessenvereinigung von Altherrenverbänden studentischer Korporationen mit Sitz in Frankfurt am Main. Er vertritt heute vier Altherrenverbände mit 36 Altherrenvereinigungen und etwa 2.500 Altakademikern.
Der Dachverband befindet sich gegenwärtig, seit ungefähr 2016, in einer Erneuerungs- und Regenerierungsphase mit u. a. dem Ziel, vermeintlich ungerechtfertigter Kritik an akademischen Verbänden und Verbindungen und deren vermeintlichen Benachteiligungen durch eine offensive Öffentlichkeitsarbeit zu begegnen und positive Darstellungen verbindungsstudentischer Inhalte und Praktiken zu liefen bzw. zu unterstützen.

## Geschichte
Farbentragende und nichtfarbentragende, konfessionell gebundene und nichtgebundene, schlagende und nichtschlagende Verbände schlossen sich am 7. Januar 1951 in Ludwigshafen zum CDA zusammen. Damals umfasste er etwa 300.000 Altakademiker.  Die großen katholischen Verbände, CV (Cartellverband der katholischen deutschen Studentenverbindungen), KV (Kartellverband katholischer deutscher Studentenvereine) und UV (Verband der Wissenschaftlichen Katholischen Studentenvereine Unitas) traten dem Verband jedoch nicht bei. War er in den 1950er und 1960er Jahren durchaus von hochschulpolitischem Gewicht, ging sein Einfluss nach 1968 immer weiter zurück.  1998 traten die  beiden Corpsverbände (Verband Alter Corpsstudenten, Weinheimer Verband Alter Corpsstudenten) aus dem Verband aus. Nachdem ein Antrag auf Selbstauflösung des CDA endgültig gescheitert war, trat die überwiegende Mehrzahl der Mitgliedsverbände mit Wirkung zum 31. Dezember 2012 aus dem CDA aus. Der CDA vertritt heute die Interessen von vier Verbänden mit 36 Altherrenschaften und etwa 2500 Altakademikern.

## Struktur und Aufgabe
Die Mitgliedsverbände des CDA werden vom Lebensbund- und Conventsprinzip getragen und stehen für überliefertes, studentisches Brauchtum sowie verantwortliche Übernahme von Rechten und Pflichten in einer pluralistischen Gesellschaft. Im Januar 2011 erstellte der Verein einmalig eine Statistik über „Gewalt gegen studentische Korporationen“. Diese Arbeit wird von einer "Initiative für Toleranz und Zivilengagement" weitergeführt.

### Vollmitgliedsverbände
- Bund Deutscher Ingenieur-Corporationen (BDIC mit 19 Mitgliedskorporationen)
- Deutsche Gildenschaft (DG mit 3 Mitgliedskorporationen[6])
- Sudetendeutscher Verband Studentischer Corporationen (SVSC mit 3 Mitgliedskorporationen[7])
- Wernigeroder Jagdkorporationen Senioren-Convent (WJSC mit 11 aktiven Mitgliedskorporationen)[8]

### Assoziierte Mitgliedsverbände
- Arbeitsgemeinschaft akademischer Verbände (AaV)
- Arbeitskreis der Studentenhistoriker (AKSt)[9]
- Deutsche Gesellschaft für Hochschulkunde (DGfH)
- Verband für Studentenwohnheime e. V. Bonn (VfSt)